# موريشيوس البريطانية
موريشيوس البريطانية (بالإنجليزية: British Mauritius)‏ كانت مستعمرة بريطانية سابقة تمتاز بوجود حكم ذاتي، أستولت بريطانيا على الجزيرة من فرنسا في عام 1810 وبحكم وجود معاهدة باريس اللاحقة، أنتهى الاستيلاء البريطاني عليها عام 1968 باستقلال موريشيوس.

## التاريخ
كانت الجزيرة وبعض الجزر الصغرى القريبة منها تابعة لفرنسا منذ عام 1715 ولكن في عام 1810 أستولت بريطانيا على الجزيرة وأكدت أنها مستعمرة ذات حكم ذاتي وتمت بعدها بسنوات عدة الكثير من أعمال الشغب والأنتفاضات والأزمات والثورات وخاصة في القرن العشرين وأنتهى الأمر بخروج بريطانيا من الجزيرة في عام 1968 وتم الأعلان عن أستقلال موريشيوس.